# کال می نو وان
کال می نو وان(به انگلیسی: Call Me No One) یک گروه آلترنیتیو متال آمریکایی است که توسط کلینت لووری و مورگان روس تأسیس یافت. نخستین و تنها آلبوم گروه آخرین رژه در ژوئن ۲۰۱۲ منتشر شد.

## اعضای گروه
کلینت لووری : خواننده، گیتار، بیس
مورگان روس : درامز